# Sambal Oelek (Comiczeichner)
Sambal Oelek, bürgerlich Andreas Müller-Weiss (* 28. Januar 1945 in Spiez), ist ein Schweizer Comiczeichner, Architekt, Schriftsteller und Illustrator.

## Leben
Nach der Matura am Gymnasium Thun 1964 studierte Müller ab 1965 Architektur an der Eidgenössischen Technischen Hochschule in Zürich und schloss 1972 mit dem Architekturdiplom ab. Seine Studienzeit fiel in die Phase der 68er-Bewegung, die ihn stark prägte. Während des Studiums arbeitete er als Studentenfunktionär, danach als Architekt, Schriftsetzer, Korrektor, Pressesprecher einer Fußgängerorganisation. Ab 1977 veröffentlichte er in  Periodika Comics und Illustrationen. Seit 1988 ist Oelek freischaffender Comicautor und -zeichner. Er arbeitete vorwiegend für die Architekturzeitschrift Hochparterre, für die er auch  Artikel schrieb.
Oelek zeichnet seine (kunst)historischen Comicalben in einem realistischen Stil. Die Anordnung der Bildsequenzen folgt einem übergeordneten gestalterischen Prinzip: Elemente der Einzelbilder werden gleichzeitig zu Bestandteilen einer die ganze Doppelseite überspannenden Großform. Die Werke Oeleks basieren auf  wissenschaftlichen Recherchen. Er lebt in Aeugst am Albis. Der künstlerische Vorlass befindet sich Im Centre de la Bande dessinée de la ville de Lausanne.

## Werke
- Die Linke in den Wechseljahren. Gedankensplitter im Theorievakuum. Rotpunktverlag, Zürich 1985, ISBN 978-3-85869-039-5. (Sachbuch)
- Leidplanken. Rotpunktverlag, Zürich 1987, ISBN 978-3-85869-044-9. (Comicalbum)
- Jünglingserwachen – die ersten 38 % aus Le Corbusiers Leben. Nach einer Idee von Benedikt Loderer, Vorwort von Prof. ETH Dr. Adolf Max Vogt, Verlag Curti Medien AG, Zürich 1990.
- Der Sprayer von Zürich. Zytglogge, Gümligen 1993. (Comicalbum mit einem Begleittext)
- Ernst Ludwig Kirchner – eine Leidensgeschichte. Verlag Bündner Monatsblatt, Chur 1997. (Comicalbum)
- Dufour. Edition Moderne, Zürich 1998. (Comicalbum zum 150-Jahr-Jubiläum des Bundesstaats)
- Parthenonfries, im Katalog Antico-mix der Skulpturhalle, Basel 1999.
- Der rätselhafte Erasmusband. Erasmushaus, Haus der Bücher AG, Basel 2001.
- Der verbitterte Bundeshausarchitekt. Die vertrackte Geschichte des Parlamentsgebäudes und seines Erbauers Hans Wilhelm Auer (1847–1906). Orell Füssli, Zürich 2002 (verfasst unter dem Namen Andreas Müller). (Biografie)
- Stockalper, König des Simplons. Edition Moderne, Zürich 2009. (Comicalbum)
- Albert Anker reloaded, 1. Teil: Die Entdeckung der geheimen Gemälde. 2. Teil: Katalog. Rotpunktverlag, Zürich 2012, ISBN 978-3-85869-497-3. (Roman von Sambal Oelek, Katalog von Andreas Müller)
- Der Farbanschlag. Edition Moderne, Zürich 2014, ISBN 978-3-03731-130-1. (Graphic novel, verfasst unter dem Namen Andreas Müller-Weiss)
- Der Pavillon – Mord an der Promenade Le Corbusier. Edition Moderne, Zürich 2019, ISBN 978-3-03731-187-5. (Graphic Novel, verfasst unter dem Namen Andreas Müller-Weiss)
- Fritz Zwicky und die Atombombe. Baeschlin, Glarus 2022, ISBN 978-3-85546-387-9. (Parawissenschaftlicher Roman mit illustriertem Faktencheck, verfasst unter dem Namen Andreas Müller-Weiss)
- Carl Spitteler – Spiel mit dem Feuer. Edition Königstuhl, St. Gallenkappel 2024, ISBN 978-3-907339-65-7. (Graphic Novel mit wissenschaftlichem Anhang, verfasst unter dem Namen Andreas Müller-Weiss)

## Preise
- Werkbeitrag Kanton Graubünden 1996.
- Werkbeitrag Bundesamt für Kultur (150 Jahre Schweizer Bundesstaat) 1997.
- Werkbeitrag Burgergemeinde Bern 2001. Werkbeitrag Lotteriefonds Romandie 2008.
- Auszeichnung durch Comic-Werkstipendium der Stadt Zürich 2010.